# Gnophos bidentatus
Gnophos bidentatus är en fjärilsart som beskrevs av Shchetkin och Jaan Viidalepp 1980. Gnophos bidentatus ingår i släktet Gnophos och familjen mätare. Inga underarter finns listade i Catalogue of Life.